# Танци-манци
„Танци-манци“ (на английски: Dance Flick) е щатски комедиен мюзикъл от 2009 г. на режисьора Деймиън Данте Уейънс в режисьорския му дебют, и по сценарий на и с участието на членовете от семейство Уейънс. Филмът е пуснат по кината на 22 май 2009 г. от Paramount Pictures.